# Stewarton
Stewarton är en ort i Storbritannien.   Den ligger i kommunen East Ayrshire och riksdelen Skottland, i den centrala delen av landet, 500 km nordväst om huvudstaden London. Stewarton ligger 97 meter över havet och antalet invånare är 6 615.
Terrängen runt Stewarton är lite kuperad. Runt Stewarton är det ganska tätbefolkat, med 104 invånare per kvadratkilometer. Närmaste större samhälle är Kilmarnock, 7,7 km söder om Stewarton. Trakten runt Stewarton består i huvudsak av gräsmarker.